# 御用大律師
（英語：、簡稱）是部分英联邦王国中资历较深的大律师（訟務律師）的资格头衔，也可泛指获得此资格的大律师。符合各王国制度规定的资格的讼务律师由君主或君主在该地的代表任命为“國王陛下博学的法律顾问”（英語：one of His Majesty’s Counsel learned in the law）。女性君主在位時稱、簡稱。

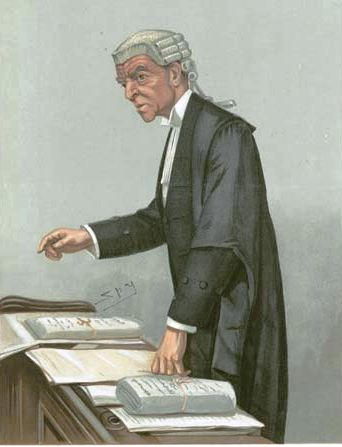
此1903年出版的漫画描绘了御用大律师麦卡尔穿着英格兰和威尔士御用大律师的出庭着装：短假发和领带结，外着丝制外袍，内着燕尾式朝服。正式庆典场合御用大律师会把前两项分别换成长假发和蕾丝制领饰。

虽然此称号直译为「国王（法律）顾问」（女性君主在位时称「女王（法律）顾问」），但当代的头衔拥有者并不因此具有担任王室法律顧問的权利或职责，实际上王室和其他需處理法律事務的人士一样，会自行依情況需要雇用不同類別的事务律师、初级大律师和资深（御用）大律师。相应的，大多数御用大律師也不会为國王提供法律意见，除了资格较深、职责较高以外，其专业事务和无此头衔的初级大律师本质上无异。在英格兰和威尔士，御用大律師大概占总数一万多大律师中的10%。

## 歷史
在英国和其他保留御用大律師资格的英联邦王国和从属地区一般会每年两次，根据本国法律或大律师行业内的惯例推举合格的资深大律师，由英国大法官或其他国家的相应官员提名，由君主或君主在该地的代表冊封為御用大律師。御用大律師並不是大律師中的一個正式階級，但他們在法庭內會得到特別的待遇，例如可以穿著特別設計的絲質長袍。
近代许多原有御用大律师头衔的国家和地区取消此資格，或停止冊封御用大律師，並将此头衔改为没有王权涵义的“资深大律师”（英語：Senior Counsel），地位不变但由政府任命或行业内自封，而非由皇室册封。取消御用大律師頭銜的国家和地区大多是前英联邦王国，在其改为共和制后“御用”称谓不再适用。香港在英治時期亦有御用大律師，主權移交至中華人民共和國後改稱資深大律師。某些国家和地区虽然未取消君主制，但出于其他考虑也将御用大律師头衔改革为其他称号（例如澳大利亚的各州和领地在90年代初由于共和派抬头纷纷停止冊封御用大律師头衔，已冊封者可保留頭銜）。甚至英国本身也曾在2003年考虑取消此称号，并暂停册封御用大律师，但2004年经过咨询政府决定暂不取消此头衔，并在改革选拔机制后恢复了册封。但在2010年以後，在各國又有恢復此頭銜的趨勢。

## 現行冊封御用大律师的司法管轄區
- 英国
  -  英格蘭及威爾斯
  -  苏格兰
  -  北爱尔兰
- （2014年恢復）
  -  維多利亞州（2014年恢復）
  -  昆士蘭州（2013年恢復）
  -  南澳州（2020年恢復）
- 新西兰（2012年恢復）
- 加拿大（2013年恢復，2015年起僅冊封檢察總長）
  -  緬尼吐巴省（2019年恢復）
  -  愛德華王子島省
  -  新斯科舍省
  -  新不伦瑞克省
  -  阿尔伯塔省
  -  卑詩省
  -  安大略省（2023年恢復）

## 外部連結
- 有關加拿大及英聯邦的御用大律師的歷史 (英語)
- 英國《衛報》2004年4月10日：御用大律師制度實施400年後的新轉變 (英語) （页面存档备份，存于）
- 英國《衛報》2004年5月28日：御用大律師制度恢復 （页面存档备份，存于）